# Папаниколис (Y-2)
Папаниколис (греч. Y-2 Παπανικολής) — одна из греческих подводных лодок, успешно действовавших во Второй мировой войне.

## История

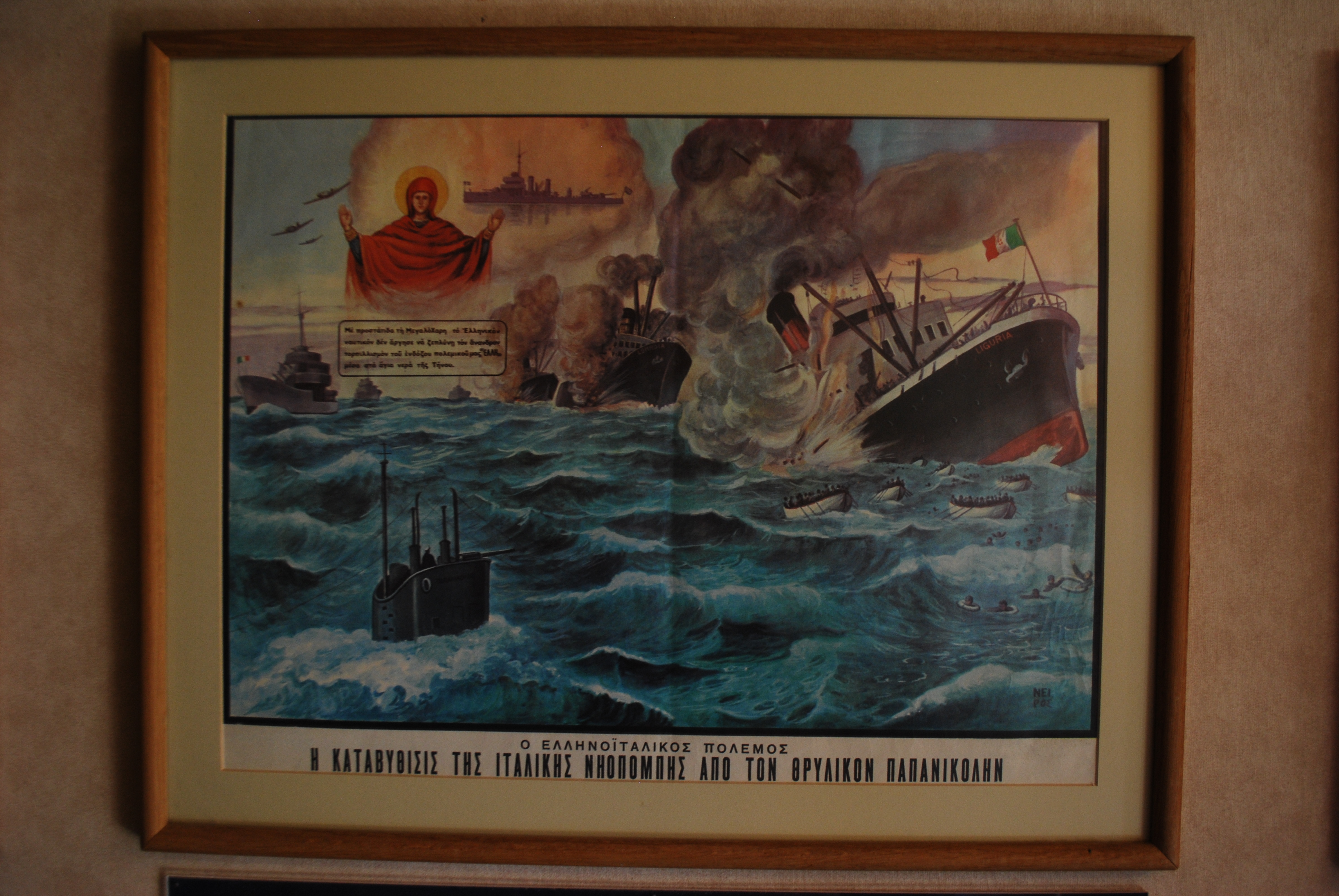
Пропагандистская литография: Подлодка «Папаниколис» топит итальянский конвой. В левом верхнем углу Богородица и эсминец «Элли» потопленный итальянской подлодкой в мирное время, при праздновании дня Богородицы, 15 августа 1940 года

«Папаниколис», вместе с однотипной «Кацонис», составил первый тип подводных лодок заказанными ВМФ Греции после Первой мировой войны. Подлодка получила своё имя в честь героя Освободительной войны Греции 1821—1829 годов капитана брандера Димитриоса Папаниколиса.
Подлодка принадлежала серии «C» проекта Лобёфа, была построена на верфи Chantiers de la Loire Нант, Франция в 1925—1927 годах, и была передана греческому флоту 21 декабря 1927 года. Её первым капитаном стал коммандер П. Вандорос.
Несмотря на свой возраст и механические проблемы, подлодка приняла участие в греко-итальянской войне 1940—1941 годов под командованием лейтенанта-коммандера Мильтиада Иатридиса, произведя 6 боевых походов в Адриатическое море. Во время одного из них 22 декабря 1940 года подлодка потопила маленькое итальянское дизельное судно Antonietta, и на следующий день 3952-тонный войсковой транспорт Firenze около острова Сазани.

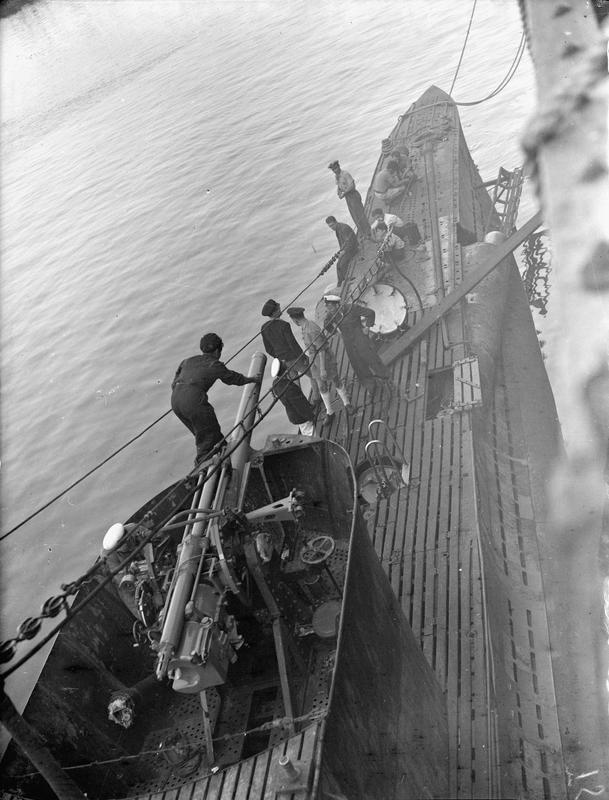
Покраска орудия, Бейрут. ноябрь 1942

После вторжения Германии, пришедшей на помощь итальянцам в апреле 1941 года, «Папаниколис» вместе с другими кораблями флота ушёл на Ближний Восток, откуда в течение последующих лет произвёл 9 боевых похода.
Под командованием бывшего капитана подлодки «Кацонис», коммандера Афанасиоса Спанидиса, Папаниколис принял участие в 2 боевых походах в Эгейское море в 1942 году.
В течение первого из них, между 11 и 14 июня 1942 года, Папаниколис потопил 6 маленьких парусных судов, высадил агентов SOE на острове Крит и взял на борт 15 новозеландских диверсантов.
В ходе следующего похода, между 31 августа и 15 сентября, подлодка безуспешно атаковала 8000-тонный танкер, высадила 2 англо-греческие диверсионные группы на остров Родос, которым удалось в ходе «Операции Англо» (англ. Operation Anglo) совершить атаку на 2 аэродрома на острове и уничтожить большое количество немецких и итальянских самолётов.
Под командованием лейтенанта Николаоса Руссен, подлодка совершила боевой поход в ноябре, высадив людей и снабжение на остров Крит. 30 ноября Папаниколис успешно атаковал и потопил 8000-тонное грузовое судно у островка Алимния (Алимья) недалеко от Родоса.
17 января 1943 года, после высадки агентов и снабжения на остров Идра, подлодка захватила 200-тонный парусник Agios Stefanos и, с помощью экипажа, отправила его в Александрию. На следующий день, 18 января, подлодка потопила другой, 150-тонный парусник. В ходе последующих патрулей в марте и мае подлодка потпила ещё 4 парусника.
Папаниколис вышел невредимым из войны и вернулся в Грецию после освобождения, в октябре 1944 года. Однако устаревшая подлодка была выведена из состава флота в 1945 году. Её рубка была сохранена и выставлена перед входом в морской музей Греции в городе Пирей.

## Капитаны
- Лейтенант-коммандер Йатридис, Милтиадис (1940—1941)
- Лейтенант Руссен, Николаос (1941)
- Лейтенант А. Панайоту (1 января 1942 — 13 марта 1942)
- Лейтенант-коммандер П. Либас (14 марта 1942 — 20 апреля 1942)
- Коммандер Спанидис, Афанасиос  (20 апреля 1942 — 10 октября 1942)
- Лейтенант Руссен Николаос (10 октября 1942—1943)
- Лейтенант Х. Боцарис (1944)

## Память
2 другие подлодки ВМФ Греции получили имя Папаниколис: подлодка класса Balao Папаниколис (S-114) (в составе флота 1972—1992) и сегодняшняя головная подлодка немецкого класса Type 214 Папаниколис (S-120).